# Schelde

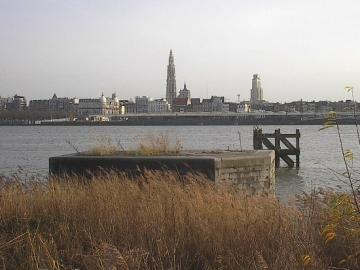
Schelde vid Antwerpen

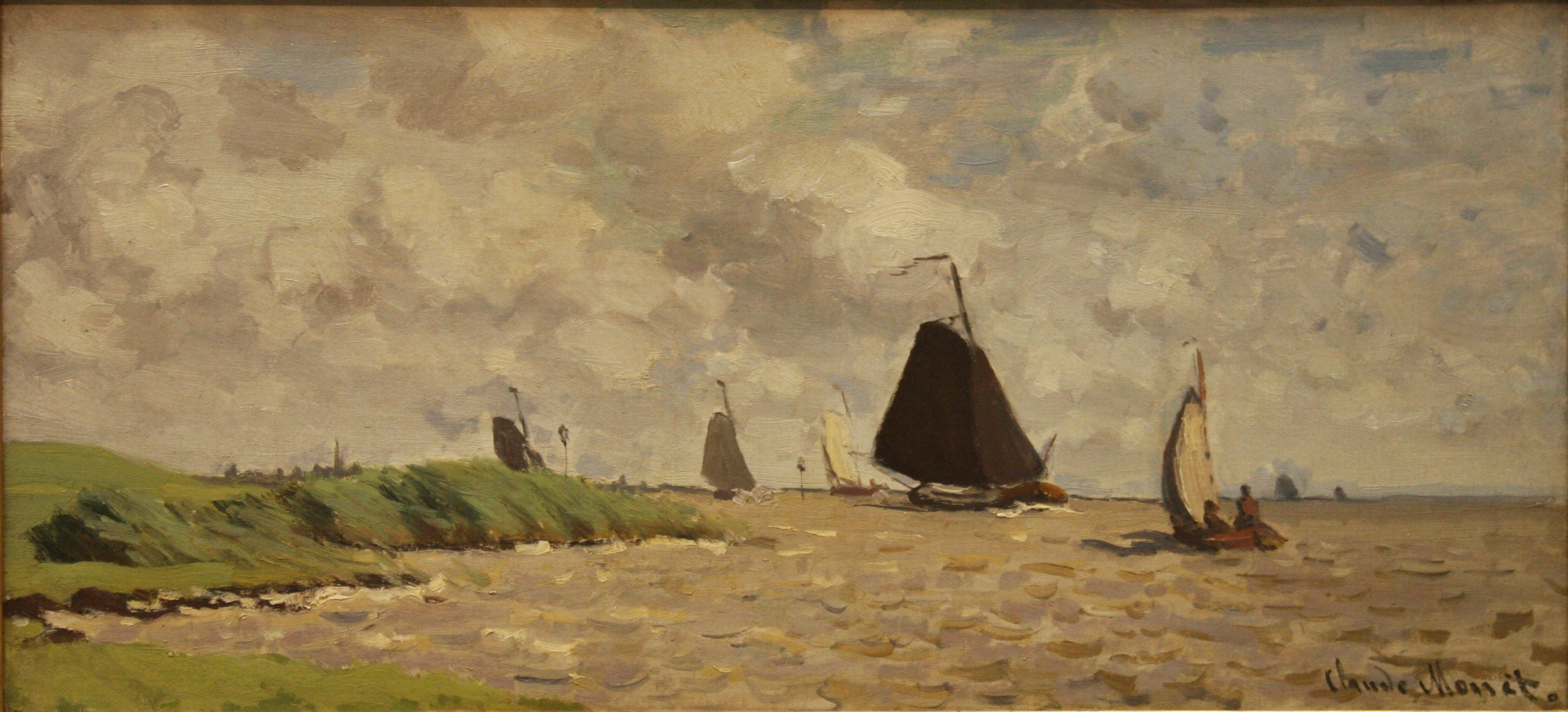
Claude Monet: Motiv från Scheldemynningen.

Schelde (franska: Escaut, latin: Scaldis) är en 350 kilometer  lång flod i norra Frankrike, västra Belgien och den sydvästra delen av Nederländerna.

## Historia
Genom westfaliska freden (1648) fick holländarna rättighet att hålla Scheldemynningarna stängda för alla främmande fartyg, och det var först genom fransmännens segrar 1792 och freden 1795, som dessa mynningar öppnades. Vid Belgiens och Hollands skilsmässa 1830 förbehöll sig Holland rätt att uppbära Scheldetull och band därigenom Antwerpens handel. Den 16 juli 1863 löste sig Belgien med omkring 17 miljoner floriner från detta band och fick av andra makter denna avlösningssumma ersatt i förhållande till omfattningen av deras trafik på Schelde.

## Sträckning
Flodens källa är belägen i Gouy i departementet Aisne i norra Frankrike. Floden flyter genom Cambrai och Valenciennes, och in i Belgien nära Tournai. I Gent, vid sin huvudsakliga biflod Lys, vänder Schelde österut. Nära Antwerpen, den största staden utmed flodens sträckning, flyter den västerut in i Nederländerna mot Nordsjön.
Ursprungligen fanns därifrån två grenar, Oosterschelde och Westerschelde, men under 1800-talet separerades floden från sin östra gren med en fördämningsvall som binder samman Zuid-Beveland med fastlandet (Noord-Brabant). Idag fortsätter floden alltså enbart i sin västra gren, och passerar Terneuzen innan den mynnar i Nordsjön mellan Breskens i Zeeuws-Vlaanderen och Vlissingen på ön Walcheren.
Schelde är en viktig vattenväg och har gjorts navigerbar från sin mynning upp till Cambrai. Hamnen i Antwerpen som är den näst största i Europa ligger på dess bank. Flera kanaler sammankopplar floden med Rhen, Maas och Seine, och med industriområdena kring Bryssel, Liège, Lille, Dunkerque och Mons.